# Dorstenia brownii
Dorstenia brownii là một loài thực vật có hoa trong họ Moraceae. Loài này được Rendle mô tả khoa học đầu tiên năm 1915.